# Nils Lövgren
För andra betydelser, se Nils Löfgren (olika betydelser).
Nils Lövgren född 29 mars 1852 i Södra Höke i Kila , död 7 februari 1920 i Västerås, var biskop i Västerås stift.

## Utbildning
Barndomshemmet Lövåsen, foto Alexander Jern
Lövgren var född på gården Lövåsen, från vilken han och brodern Anders antog släktnamn. Föräldrarna hette Erik Jansson och Anna Olsdotter. Han studerade från 1874 i Uppsala och blev filosofie licentiat 1881. Han befriades från kraven på teologiska examina och prästvigdes 1886. År 1897 blev han teologie doktor.

## Karriär
År 1883 blev Lövgren lektor i Umeå och 1884 i Örebro. År 1885 blev han lektor i Uppsala och utnämndes till kyrkoherde i Gefle församling 1889. 
Lövgrens kyrkoherdetid i Gävle kom att bli mycket innehållsrik. I Gävle var frikyrkligheten, ledd av P. P. Waldenström mycket stark, och Lövgren och Waldenström kom att bli antagonister i alla sammanhang. Lövgren intresserade sig särskilt för det kristna vardagsarbetet, diakonin. På hans initiativ startades 1898 Svenska diakonsällskapet, en manlig motsvarighet till Svenska diakonissanstalten på Ersta i Stockholm. Den manliga diakonutbildningen var från början förlagd till Gävle men flyttades i början av 1900-talet till Stora Sköndal i Farsta utanför Stockholm.
Lövgrens första hustru Hilda Carlberg avled 46 år gammal men han gifte om sig med friherrinnan Anna Posse, dotter till psalmdiktaren Betty Ehrenborg-Posse. Anna Posse var diakonissa och var verksam i Gävle församling. 
Lövgren ansågs vara ett biskopsämne och när biskopsstolen i Västerås 1898 blev ledig var han en av kandidaterna. När den valde, J. A. Ekman, efter några år blev ärkebiskop, blev Lövgren hans efterträdare. Han var mycket verksam som ledamot av kyrkomötet. Hans efterträdare karaktäriserar honom som först och främst en Herrens tjänare. Till sin läggning var han ganska konservativ. 
Här blev han kontraktsprost år 1898 innan han så valdes till biskop i Västerås 1900. Han deltog bland annat som ombud vid kyrkomötena 1883, 1898 och 1908. Vid det sistnämnda mötet lade Lövgren ett förslag som innebar inrättandet av Svenska kyrkans diakonistyrelse  Att Lövgren var förslagsställare till kyrkomötet innebär dock inte att diakonistyrelsen tillkom helt på hans initiativ. Såväl andra biskopar som engagerade präster och lekmän i den kyrkosyftande församlingsrörelsen hade verkat för detta nationellt samlande organ för ett modernt församlingsliv i Svenska kyrkan. Upphovsmannen till tanken på en diakonistyrelse var i själva verket professorn Olof Holmström i Lund. Denne hade redan 1892 och mer konkret från 1898 verkat för denna nationella organisering av Svenska kyrkan.
1919 började Lövgrens hälsa att vackla. När han detta år öppnade Västerås stifts prästmöte var han mycket svag. Han hade ändå hoppats att kunna deltaga i den kyrkliga introduktionskursen i Stora Tuna sommaren 1920, men avled i februari detta år.